# Krowi dzwonek
Krowi dzwonek (ang. cowbell) – muzyczny instrument perkusyjny z grupy idiofonów uderzanych, wywodzący się z dzwonka pasterskiego. Jest elementem zestawu perkusyjnego i w zależności od budowy może mieć różne muzyczne zastosowania.

## Krowie dzwonki strojone (zklaperami)

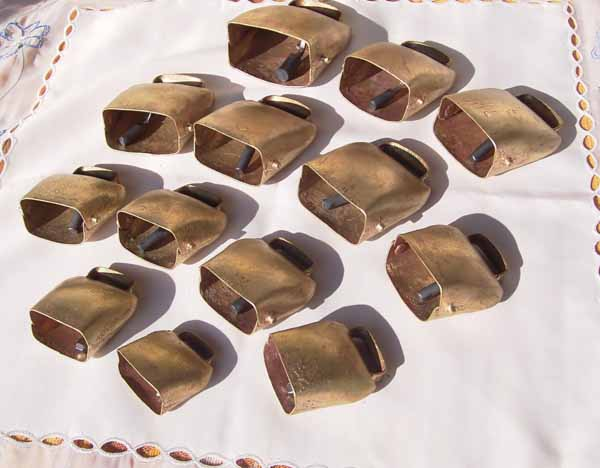
Zestaw strojonych krowich dzwonków z klaperami (Alpenglocken), oktawa C-c

Zwane też dzwonkami alpejskimi (niem. Almglocken, Alpenglocken), zbliżone wyglądem i brzmieniem do dzwonków pasterskich, najczęściej odlewane z brązu. Są instrumentami o określonej wysokości dźwięku, strojonymi w stroju a¹=440 Hz. Stosuje się je zazwyczaj w zestawach jednooktawowych od C do c (13 dzwonków) lub dwuoktawowych (25 dzwonków). Gra się nimi potrząsając dłonią pojedynczy dzwonek, dlatego dwuoktawowy zestaw dzwonków jest obsługiwany przez trzech lub czterech dzwonkarzy. Okazjonalnie zasilają one sekcję instrumentów perkusyjnych orkiestry symfonicznej. 
Dzwonki te, silnie kojarzone z Alpami, są obecne w utworach niektórych kompozytorów romantyzmu i neoromantyzmu, np. w Symfonii Tragicznej (VI Symfonia a-moll) (1903–1904) Gustava Mahlera, czy w Symfonii Alpejskiej (Alpensinfonie) (1915) Richarda Straussa.

## Krowie dzwonki strojone (bez klaperów)

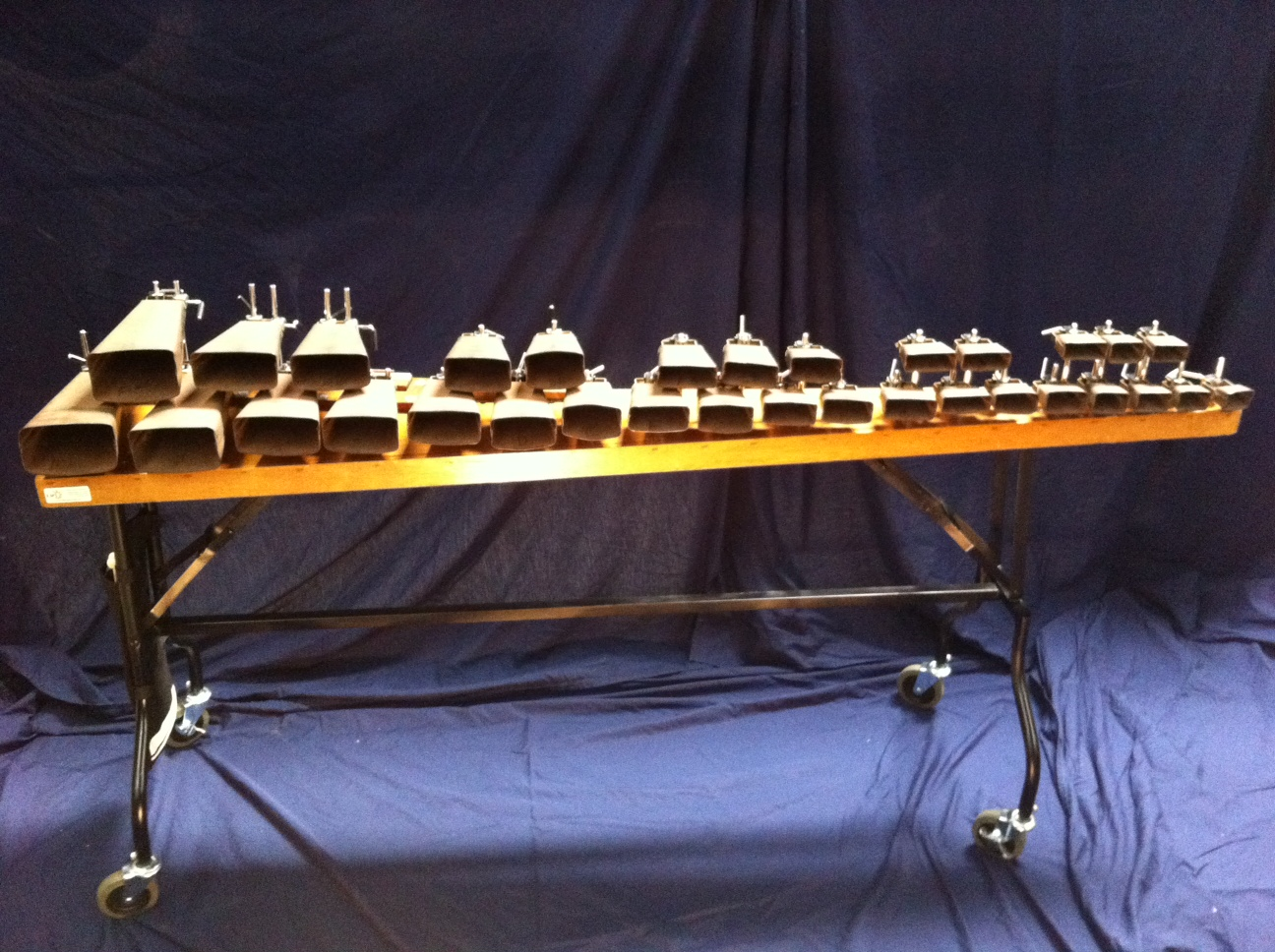
Chromatyczny zestaw strojonych krowich dzwonków bez klaperów

Zwane też chromatycznymi, od powyższych dzwonków różnią się tylko brakiem klaperów, co jednak diametralnie zmienia technikę gry z potrząsania na uderzanie pałką. Dzwonki są umieszczane na stelażu w oktawowych zestawach chromatycznych. Podobnie jak w dzwonkach z klaperami, tu również każdy dzwonek jest strojony na pojedynczy dźwięk i uzyskanie pełnej oktawy (C-c) wymaga zestawu 13 dzwonków. Wysokość dźwięku zależy od wielkości dzwonka – im większy dzwonek, tym niższy jego ton. W orkiestrach symfonicznych pod koniec XX wieku zaczęto używać zestawu czterooktawowego (f-f4) obsługiwanego przez kilku perkusjonistów, ponieważ w zależności od wielkości dzwonków używa się różnej wielkości pałek.
Dzwonki chromatyczne szeroko wykorzystywał w  swojej twórczości francuski kompozytor modernistyczny Olivier Messiaen. W kompozycji  Sept haïkaï (1962) użył zestawu dwuoktawowego, w Couleurs de la cité céleste (1963) – trzyoktawowego, a w Et exspecto resurrectionem mortuorum (1964) – zestawu trzyipółoktawowego, obsługiwanego przez trzech instrumentalistów. Równie dużego zestawu dzwonków użył współczesny kompozytor holenderski Peter Schat w utworze kameralnym Signalement (1961).

## Krowie dzwonki niestrojone (bez klaperów)
Niestrojone krowie dzwonki należą zasadniczo do idiofonów o nieokreślonej wysokości dźwięku. Jednak umieszczone w ich wnętrzu dwie gąbki tłumią niepotrzebne przydźwięki, dzięki czemu można osiągać określone tony. Dzwonki te wykonuje się z grubej blachy, najczęściej pomalowanej na czarno. Ich powierzchnia może być gładka lub chropowata. Gładka daje jasną barwę dźwięku i dłuższy sustain, powierzchnia chropowata powoduje krótsze wybrzmiewanie i ciemniejszą barwę. Podobnie jak w strojonych krowich dzwonkach, wysokość dźwięku zależy od wielkości instrumentu, który standardowo jest produkowany od około 10 do ponad 20 cm wysokości (od 4 do 9 cali). Na tych większych, popularnych zwłaszcza w muzyce latynoamerykańskiej, można uzyskać dwa tony, uderzając pałką w różne części dzwonka. 
Niestrojone krowie dzwonki są szeroko wykorzystywane w muzyce rozrywkowej już od lat 20. XX wieku. Stały się standardowym uzupełnieniem sekcji rytmicznej w muzyce karaibskiej, kubańskiej i afrokubańskiej (latin jazz), zwłaszcza w salsie i mambo. Są także obecne w muzyce rockowej i heavymetalowej, np. w utworach takich zespołów jak The Beatles (Hard Day’s Night, I Need You), Guns N’ Roses, Pink Floyd, Led Zeppelin, The Rolling Stones czy Iron Maiden, a także w Pretty Fly (for a White Guy) grupy The Offspring oraz w Blurred Lines w wykonaniu Robina Thicke’a.